# Contipus digitatus
Contipus digitatus är en skalbaggsart som beskrevs av Sylvain Auguste de Marseul 1854. Contipus digitatus ingår i släktet Contipus och familjen stumpbaggar. Inga underarter finns listade i Catalogue of Life.